# Brixia belanitrensis
Brixia belanitrensis är en insektsart som beskrevs av Synave 1965. Brixia belanitrensis ingår i släktet Brixia och familjen kilstritar. Inga underarter finns listade i Catalogue of Life.